# Kebnekaise II
Kebnekaise, vanligen kallat Kebnekaise II, är ett musikalbum från 1973 med den svenska rockgruppen Kebnekaise.
Inspelningen gjordes i september 1973 av Anders Lind i Studio Decibel. Skivnumret är Silence SRS 4618. Albumet återutgavs på CD 2001 med skivnummer SRSCD 3608 med en bonuslåt. På "Rättvikarnas gånglåt" medverkar även sångerskan Turid Lundqvist. Alla låtar är traditionella utom "Comanche Spring" som är skriven av Ingemar Böcker.
Kebnekaise II var till skillnad från föregångaren Resa mot okänt mål (1971) mer folkmusikorienterad. Albumet är en av titlarna i boken Tusen svenska klassiker (2009). Skivan rankades av Sonic Magazine i juni 2013 som det 74:e bästa svenska albumet någonsin.

## Låtlista

### LP
Sida A
1. "Rättvikarnas gånglåt" – 5:07
2. "Horgalåten" – 6:18
3. "Skänklåt från Rättvik" – 8:31

Sida B
1. "Barkbrödlåten" – 4:37
2. "Comanche Spring" – 16:01 (Ingemar Böcker)

### CD
1. "Rättvikarnas gånglåt" – 5:07
2. "Horgalåten" – 6:18
3. "Skänklåt från Rättvik" – 8:31
4. "Barkbrödlåten" – 4:37
5. "Comanche Spring" – 16:01 (Ingemar Böcker)
6. "Horgalåten" (live) – 14:18

## Medverkande musiker
- Gunnar Andersson - Trummor
- Hassan Bah - Slagverk
- Ingemar Böcker - Gitarr
- Pelle Ekman - Trummor
- Mats Glenngård - Fiol, gitarr
- Kenny Håkansson - Gitarr
- Göran Lagerberg - Bas
- Pelle Lindström - Gitarr, fiol, munspel
- Thomas Netzler - Bas

### Fotnoter
1. 1 2  ”Kebnekaise II”. Discogs.com. http://www.discogs.com/Kebnekaise-Kebnekaise-II/release/1777928. Läst 31 januari 2013.
2. ↑  Gradvall et al 2009, #371
3. ↑  Sonic #69, sommaren 2013